# Drag Race Philippines (terza edizione)
La terza edizione di Drag Race Philippines andrà in onda nelle Filippine dal 7 agosto 2024 sulla piattaforma streaming HBO Go.
L'11 luglio 2024 vengono annunciate le undici concorrenti, provenienti da tutte le Filippine, che hanno l'obiettivo di essere incoronate come la prossima Philippines' Next Drag Superstar.
Maxie, vincitrice dell'edizione, ha guadagnato come premio 1000000 ₱, una fornitura di un anno di cosmetici della Anastasia Beverly Hills, una corona e uno scettro di Fierce Drag Jewels.

## Concorrenti
Le undici concorrenti che prendono parte al reality show sono:
| Concorrente    | Vero nome             | Età | Città                             | Posizionamento |
| -------------- | --------------------- | --- | --------------------------------- | -------------- |
| Maxie          | Jayvhot Galang        | 24  | Manila – Metro Manila             | Vincitrice     |
| Khianna        | Kent Ryan Limpangog   | 22  | Cagayan de Oro – Misamis Oriental | 2º posto       |
| Angel          | Angel Galang III      | 23  | Manila – Metro Manila             | 3º/4º posto    |
| Tita Baby      | Ryan Pronstoller      | 46  | Marikina – Metro Manila           | 3º/4º posto    |
| Zymba Ding     |                       | 22  | Caloocan – Metro Manila           | 5º posto       |
| Myx Chanel     | Shawn Landayan        | 27  | Marikina – Metro Manila           | 6º posto       |
| Popstar Bench  | Bench Suarez Hipolito | 26  | Manila – Metro Manila             | 7º posto       |
| John Fedellaga | John Fedellaga        | 33  | San Francisco – Stati Uniti       | 8º posto       |
| J Quinn        | Jonard Agawin         | 24  | Caloocan – Metro Manila           | 9º posto       |
| Yudipota       | Anthony Segovia       | 27  | Bacolod – Negros Occidental       | 10º posto      |
| Versex         | Andre Trinidad        | 25  | Manila – Metro Manila             | 11º posto      |

## Tabella eliminazioni
| Ordine | Episodi  | Episodi  | Episodi  | Episodi  | Episodi | Episodi | Episodi | Episodi | Episodi | Episodi   |
| Ordine | 1        | 2        | 3        | 4        | 5       | 6       | 7       | 8       | 9       | 10        |
| ------ | -------- | -------- | -------- | -------- | ------- | ------- | ------- | ------- | ------- | --------- |
| 1      | Khianna  | Myx      | Maxie    | Maxie    | Angel   | Zymba   | Maxie   | Tita    | Angel   | Maxie     |
| 2      | Zymba    | Khianna  | Bench    | John     | John    | Myx     | Zymba   | Angel   | Khianna | Khianna   |
| 3      | Maxie    | Yudipota | Khianna  | Khianna  | Tita    | Tita    | Tita    | Maxie   | Maxie   | Angel     |
| 4      | Myx      | J Quinn  | John     | Zymba    | Bench   | Maxie   | Myx     | Khianna | Tita    | Tita Baby |
| 5      | Tita     | Bench    | Angel    | Tita     | Maxie   | Khianna | Angel   | Zymba   | Zymba   |           |
| 6      | Yudipota | Zymba    | Zymba    | Bench    | Khianna | Angel   | Khianna | Myx     |         |           |
| 7      | Versex   | John     | Tita     | Angel    | Myx     | Bench   | Bench   |         |         |           |
| 8      | John     | Maxie    | Yudipota | Myx      | Zymba   | John    |         |         |         |           |
| 9      | Angel    | Versex   | J Quinn  | J Quinn  | J Quinn |         |         |         |         |           |
| 10     | J Quinn  | Angel    | Myx      | Yudipota |         |         |         |         |         |           |
| 11     | Bench    | Tita     | Versex   |          |         |         |         |         |         |           |

Legenda:
     La concorrente ha vinto la gara
     La concorrente è arrivata in finale ma non ha vinto la gara
     La concorrente è arrivata in finale, ma è stato eliminata
     La concorrente ha vinto la puntata
     La concorrente figura tra le prime, si è esibita in playback ma ha perso
     La concorrente figura tra le prime ma non ha vinto la puntata
     La concorrente è salva ed accede alla puntata successiva (l'ordine di chiamata è casuale)
     La concorrente figura tra le ultime ma non ed è a rischio eliminazione
     La concorrente figura tra le ultime 2 ed è a rischio eliminazione
     La concorrente è stata eliminata
     La concorrente figura tra le ultime e ha abbandonato la competizione
     La concorrente ha vinto il playback al LaLaPaRUza ed è rimasta nella competizione
     La concorrente ha perso il playback al LaLaPaRUza ma è stata salvata da un'altra concorrente ed è rimasta nella competizione

## Giudici
- Paolo Ballesteros
- Jiggly Caliente
- KaladKaren
- Rajo Laurel
- BJ Pascual
- Jon Santos

### Giudici ospiti
- Jolina Magdangal-Escueta
- R'Bonney Gabriel
- Angeline Quinto
- Melai Cantiveros-Francisco
- Kyle Echarri
- Precious Paula Nicole
- Sharon Cuneta
- Janella Salvador

## Special guest
- RuPaul
- Arizona Brandy
- Bernie
- Brigiding
- M1ss Jade So
- Minty Fresh
- Viñas DeLuxe
- Moophs
- Cecile Martinez
- Norvina
- Nunoy Revlon
- Hana Beshie
- Captivating Katkat

## Riassunto episodi

### Episodio 1 –Viral Queens
Il primo episodio della terza edizione filippina si apre con l'ingresso delle undici concorrenti nell'atelier. La prima a entrare è Angel, l'ultima è Maxie. Le concorrenti notano la mancanza di una dodicesima concorrente, fino a quando non fa il suo ingresso nell'atelier. A quel punto, scoprono che si tratta della cantante filippina Jolina Magdangal-Escueta, che partecipa ad un cameo, trascorrendo un po' di tempo con le concorrenti. Paolo Ballesteros fa il suo ingresso annunciando l'inizio di una nuova edizione e dando il benvenuto alle concorrenti.
- La mini sfida: le concorrenti prendono parte ad una gara di vogueing, dove a turno devono mostrare ad una giuria composta da ex-concorrenti delle prime due edizioni dello show la loro coreografia migliore. Le vincitrice della mini sfida è Khianna.
- La sfida principale: le concorrenti devono ideare, realizzare e produrre una coreografia per i social media basandosi sulla propria personalità, con l'obbiettivo di renderla virale. Dopo aver scritto il copione, le concorrenti raggiungono lo studio di registrazione, dove ad una ad una organizzano le rispettive coreografie.

Giudice ospite della puntata è Jolina Magdangal-Escueta. Il tema della sfilata è Hometown Realness, dove le concorrenti devono sfoggiare un abito che rappresenti le proprie origini e le proprie radici. Paolo Ballesteros dichiara Versex, John, Angel, J Quinn e Bench salve, e lascia le altre concorrenti sul palco per le critiche. Visto l'ottimo lavoro di tutte le concorrenti, Paolo Ballesteros annuncia che non ci sarà nessuna eliminazione e che le due concorrenti con la migliore performance si sfideranno in un playback della vittoria per decretare la vincitrice della puntata. Khianna e Zymba Ding vengono nominate le migliori della sfida.
- Il playback della vittoria: Khianna e Zymba Ding vengono chiamate ad esibirsi con la canzone Puede ba di Maymay Entrata. Khianna viene dichiarata vincitrice del playback e viene proclamata anche la migliore della puntata.

### Episodio 2 –The Sustaina-Ball
Il secondo episodio si apre con le concorrenti che rientrano nell'atelier dopo il playback della vittoria, con Khianna al settimo cielo per aver vinto la prima sfida dell'edizione, mentre alcune iniziano a sentire a tensione poiché dalla prossima settimana una concorrente sarà eliminata dalla competizione.
- La mini sfida: le concorrenti devono decorare delle infradito, per poi prendere parte al tradizionale gioco filippino tumbang preso, con l'obiettivo colpire con l'infradito il maggior numero di barattoli nel minor numero di tentativi possibile. La vincitrice della mini sfida è Versex.
- La sfida principale: le concorrenti partecipano al The Sustaina-Ball, dove presenteranno 2 look differenti, e il secondo dovrà essere cucito e assemblato a mano. Le categorie sono:
  - Sari-Sari Store Eleganza: un look ispirato ai convenience store filippini;
  - Trash-ion: un look realizzato in giornata utilizzando esclusivamente materiali riciclabili.

Giudice ospite della puntata è R'Bonney Gabriel. Paolo Ballesteros dichiara J Quinn, Bench, Zumba e John salve, e lascia le altre concorrenti sul palco per le critiche. Angel e Tita Baby sono le peggiori, mentre Myx Chanel è la migliore della puntata.
- L'eliminazione: Angel e Tita Baby vengono chiamate ad esibirsi con la canzone Nosi balasi di Sampaguita. Tita Baby si salva ma Paolo Ballesteros decide di non voler eliminare Angel perché pensa che ci sia del vero potenziale in lei, quindi la salva e non c'è nessuna eliminazione.

### Episodio 3 –Dapat Pakak!
Il terzo episodio si apre con le concorrenti che rientrano nell'atelier dopo la mancata eliminazione, con Tita ed Angel entrambe grate di aver ricevuto una seconda possibilità per mostrare ai giudici le loro qualità. Il giorno successivo, le concorrenti si complimentano con Myx per la sua vittoria e commentano il fatto che nessuna concorrente sia stata ancora eliminata.
- La mini sfida: le concorrenti prendono parte ad una gara di corsa nei sacchi, facendo rimbalzare il proprio reggiseno a rallentatore. La vincitrice della mini sfida è Khianna.
- La sfida principale: le concorrenti, divise in due gruppi, devono scrivere, produrre e coreografare un numero da girl group. Avendo vinta la mini sfida, Khianna sarà il capitano del primo gruppo e potrà scegliere i membri del proprio gruppo. Khianna sceglie per il suo gruppo Bench, Maxie, Angel, Versex e Zymba, mentre il secondo gruppo, capitanato da J Quinn, è composto da Tita, Myx, J Quinn, John e Yudipota. Una volta scritto il pezzo, ogni gruppo va nella sala registrazione, dove Angeline Quinto e Moophs danno loro consigli e aiuto per la registrazione del pezzo. Durante le registrazioni delle tracce Versex e Myx hanno avuto dei problemi nel rendere le loro strofe accattivanti mentre Maxie e John hanno ricevuto complimenti per le loro armonie. Successivamente ogni gruppo raggiunge il palco principale per organizzare la coreografia, il gruppo di J Quinn ha avuto problemi sull'organizzazione della coreografia, mentre il gruppo di Khianna è molto preparato per l'esibizione.

| Concorrenti    | Nome girl group | Brano della performance              |
| -------------- | --------------- | ------------------------------------ |
| Angel          | Burakpak        | "Dapat Pakak!" (Burakpak Remix)      |
| Khianna        | Burakpak        | "Dapat Pakak!" (Burakpak Remix)      |
| Maxie          | Burakpak        | "Dapat Pakak!" (Burakpak Remix)      |
| Popstar Bench  | Burakpak        | "Dapat Pakak!" (Burakpak Remix)      |
| Versex         | Burakpak        | "Dapat Pakak!" (Burakpak Remix)      |
| Zymba Ding     | Burakpak        | "Dapat Pakak!" (Burakpak Remix)      |
| J Quinn        | Hard Pakakers   | "Dapat Pakak!" (Hard Pakakers Remix) |
| John Fedellaga | Hard Pakakers   | "Dapat Pakak!" (Hard Pakakers Remix) |
| Myx Chanel     | Hard Pakakers   | "Dapat Pakak!" (Hard Pakakers Remix) |
| Tita Baby      | Hard Pakakers   | "Dapat Pakak!" (Hard Pakakers Remix) |
| Yudipota       | Hard Pakakers   | "Dapat Pakak!" (Hard Pakakers Remix) |

Giudice ospite della puntata è Angeline Quinto. Il tema della sfilata è Per-Yeah!, dove le concorrenti devono sfoggiare un abito dedicato al Carnevale.  Paolo Ballesteros dichiara Ange, Zymba, Tita e Yudipota salve, e lascia le altre concorrenti sul palco per le critiche. Versex e Myx Chanel sono le peggiori, mentre Maxie è la migliore della puntata.
- L'eliminazione: Versex e Myx Chanel vengono chiamate ad esibirsi con la canzone Miss Manila di Angeline Quinto. Myx Chanel si salva, mentre Versex viene eliminata dalla competizione.